# Forcepia mertoni
Forcepia mertoni är en svampdjursart som beskrevs av Jörn Hentschel 1912. Forcepia mertoni ingår i släktet Forcepia och familjen Coelosphaeridae. Inga underarter finns listade i Catalogue of Life.